# Намер (БМП)
«Намер» (івр. נמ"ר, дос. «леопард»; скор. від івр. נגמ"ש מרכבה, трансліт. «наґмаш меркава», дос. ««бронетранспортер» + «Меркава»») — ізраїльський важкий бронетранспортер на шасі основного бойового танка «Меркава». Розроблений компанією Israel Military Industries, виготовляється Корпусом озброєння Ізраїлю. Стоїть на озброєнні Армії оборони Ізраїлю з 2008 року.

## Історія

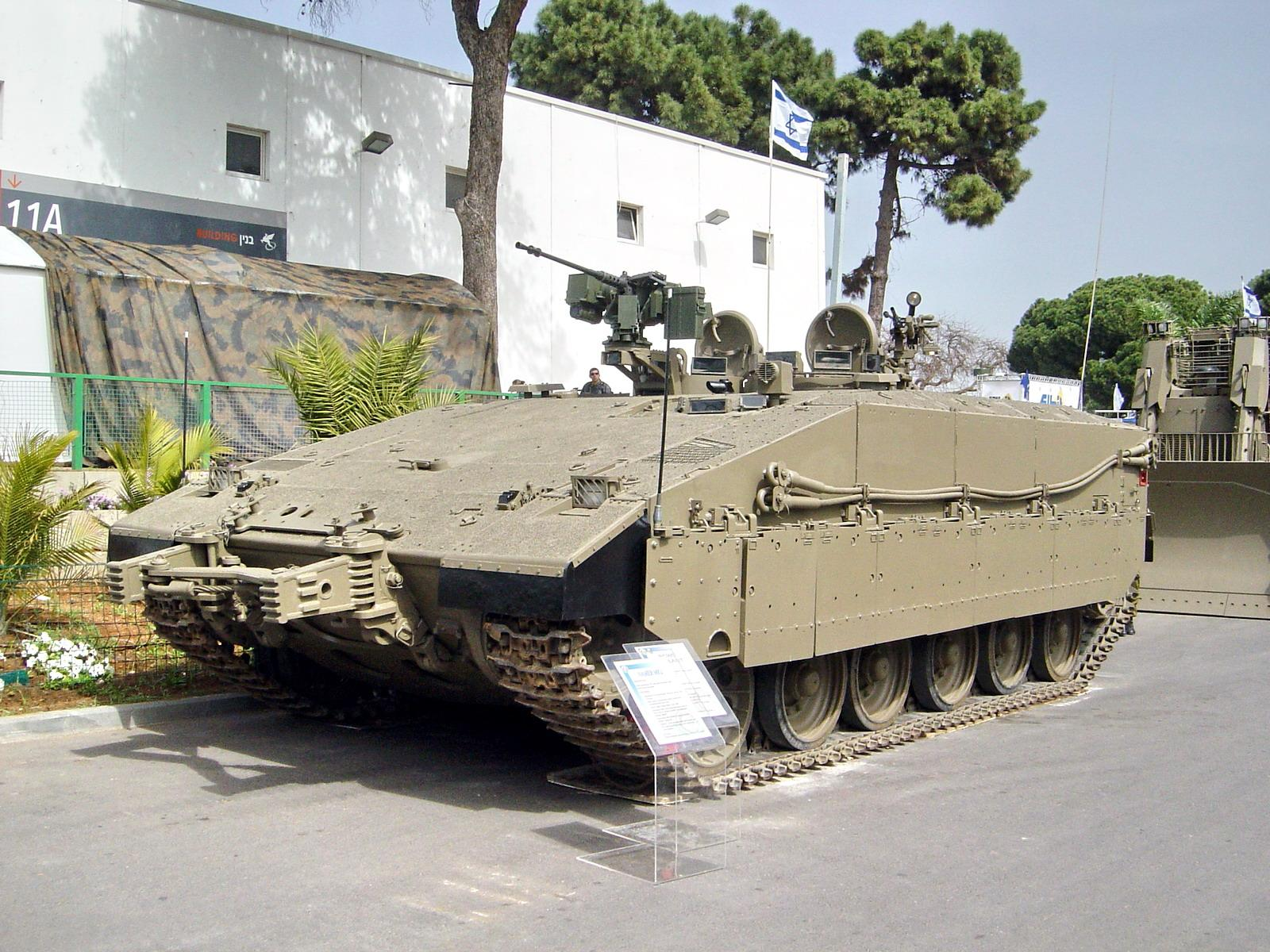
Прототип на базі Меркава І

В Ізраїлі здавна приділяється велика увага максимальному захисту військовослужбовців, що лежить в основі конструкторських рішень. Згідно з цією концепцією були розроблені бронетранспортери Nagmachon на базі танку Centurion і Ахзарит на базі трофейних танків СРСР Т-54 і Т-55. Тому виникла ідея використати застарілі основні бойові танки Меркава І. Розробка проекту затягнулась до 2004 року, коли проявилась вразливість БТР M113.
Перший прототип на базі Меркава І з бойовим модулем дистанційного управління назвали Nemmera (Леопардиха) і у лютому 2005 випробували у бригаді Гіваті. На паризькій промисловій виставці озброєнь Eurosatory-2005 його вперше презентували. Після Другої ліванської війни 2006 вирішили за базу взяти танк Меркава IV.Першу машину виготовили до 1 березня 2008 і презентували 15 вересня 2008 на виставці зброї в Рішон-ле-Ціон.

### Конструкція

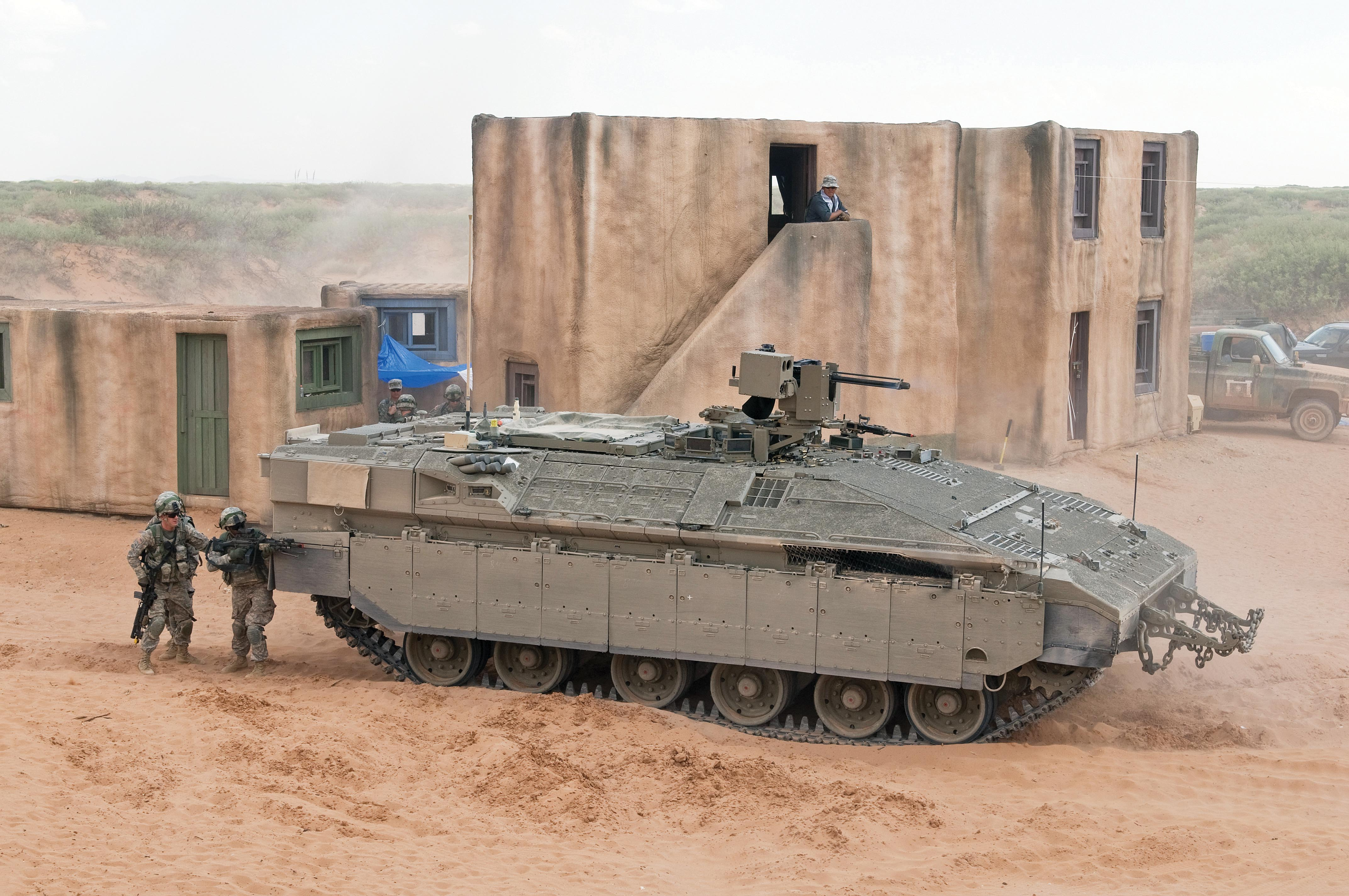
Namer у США

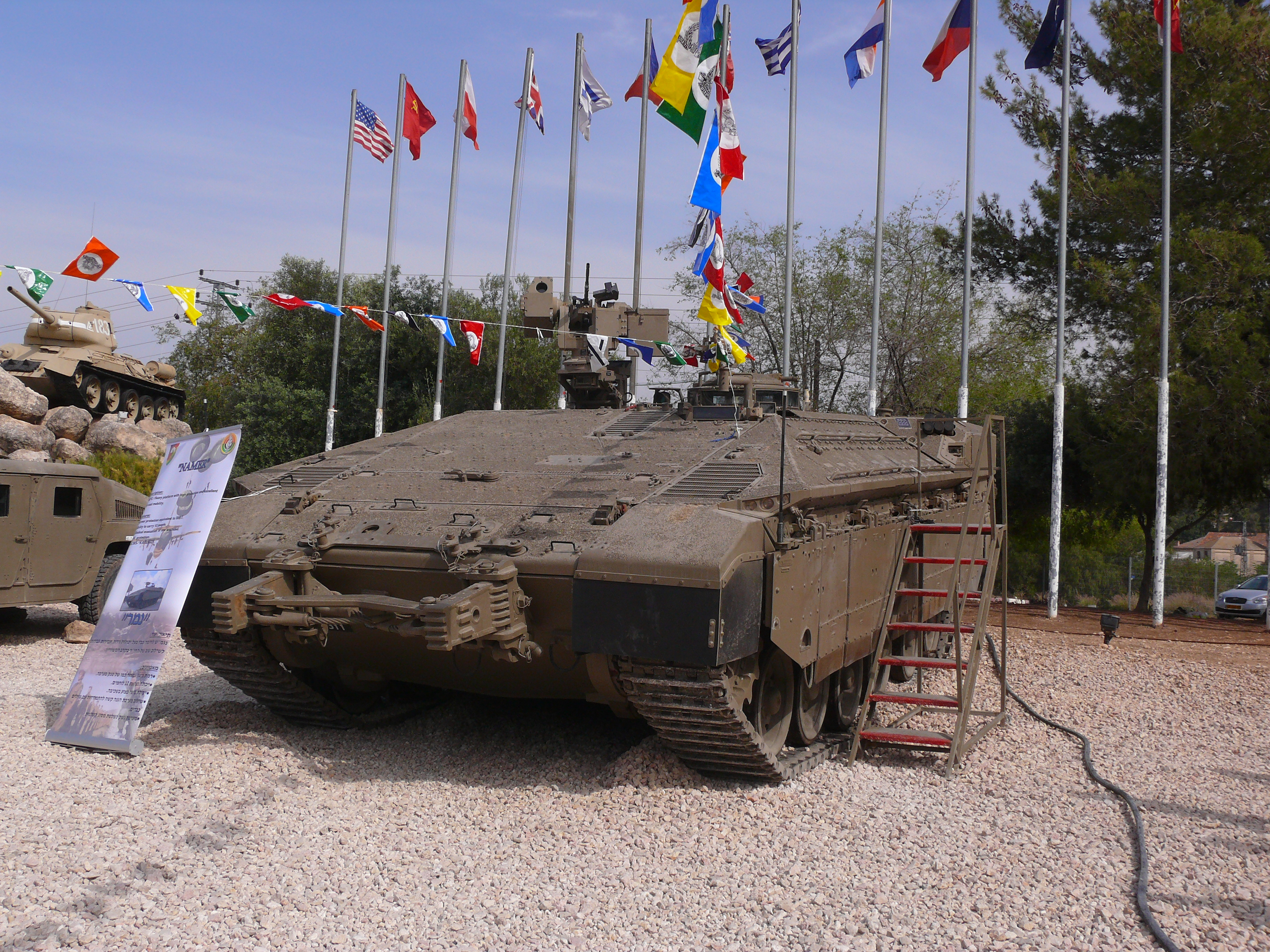
Namer на виставці 2009

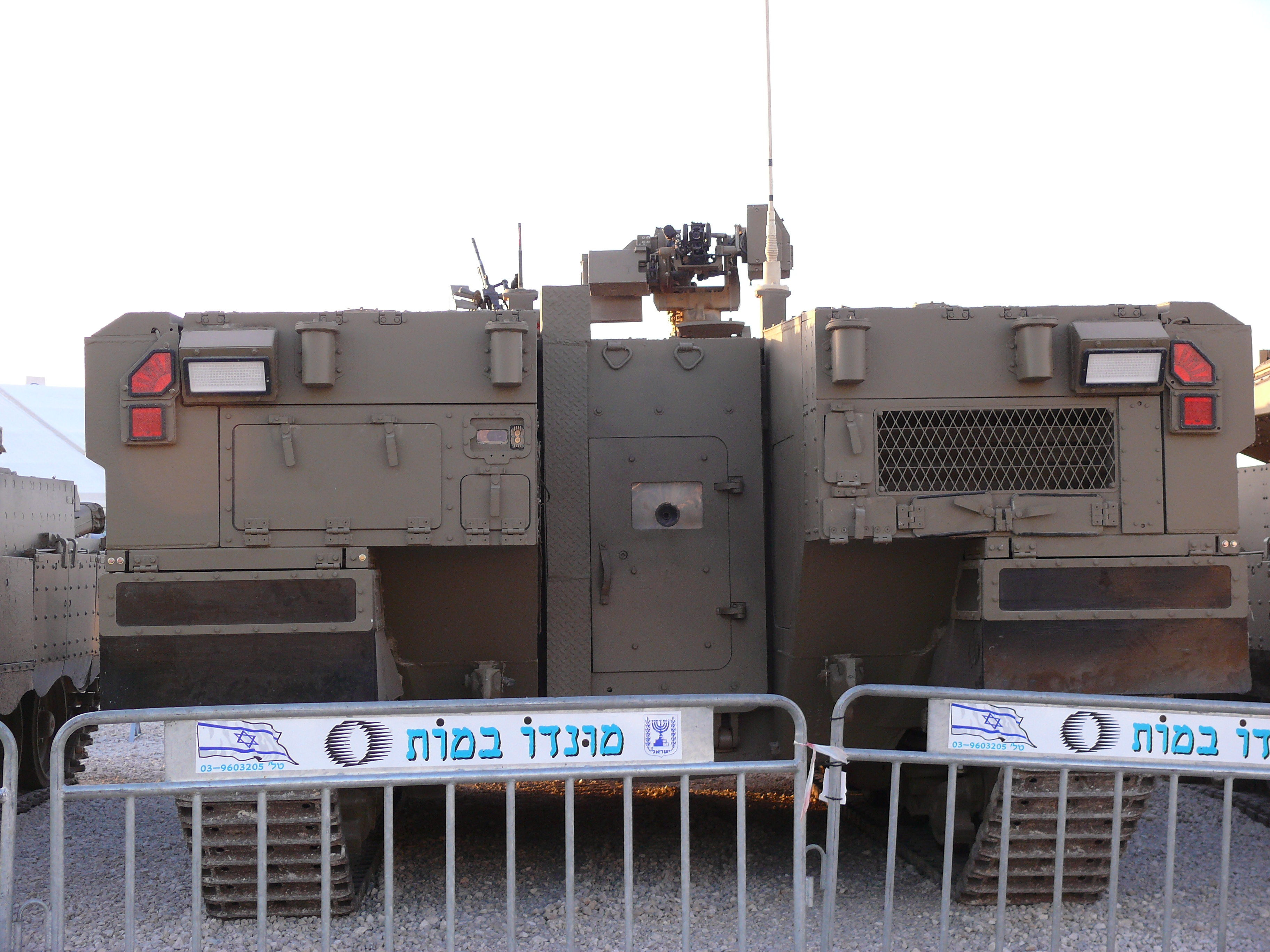
Кормова частина Namer з блоком входу

При вазі 60 т Намер є найважчим у світі бронетранспортером для піхоти. Захист основано на модульному принципі, що дозволяє швидко замінювати пошкоджені елементи. Він має V-подібне дно для захисту від мін і саморобних вибухових пристрів та АВС систему активного захисту Iron Fist. Розглядається можливість встановлення системи активного захисту Трофі компанії Rafael. З Меркава III походить дизель V12 Continental Motors AVDS-1790-9AR повітряного охолодження потужністю 1200 к.с..
Озброєний бойовим модулем «Катланіт» з дистанційним управлінням компанії Rafael Advanced Defense Systems з кулеметами Browning M2 або автоматичним гранатометом Mk 19. Модуль можливо замінять модулем з 30-мм гарматою. Біля командирського люку встановлено 7,62-мм кулемет FN MAG. До липня 2009 виготовили 15 машин і було замовлено ще 130.